# Zabrze Makoszowy Wąskotorowe
Zabrze Makoszowy Wąskotorowe - dawna wąskotorowa stacja kolejowa w Zabrzu, w dzielnicy Makoszowy, w województwie śląskim, w Polsce. Stacja była zlokalizowana w kilometrze 15,02 linii Bytom Karb Wąskotorowy - Maciejów Śląski i w kilometrze 0 linii Zabrze Makoszowy Wąskotorowe - Kopalnia Makoszowy.